# مشهد ميقان (مشهد ميقان)
مشهد میقان (بالفارسية: مشهدمیقان) هي قرية تقع في إيران في قسم مشهد میقان الريفي. يقدر عدد سكانها بـ 237 نسمة بحسب إحصاء 2016.